# Majorna

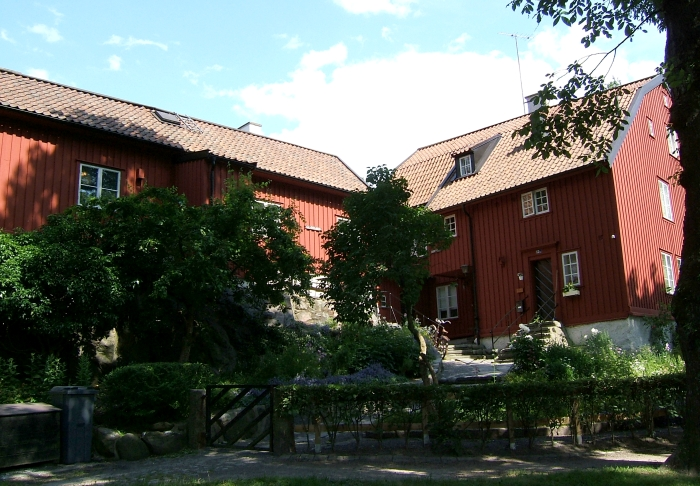
A Reserva cultural de Gathenhielm
(Gathenhielmska reservatet)

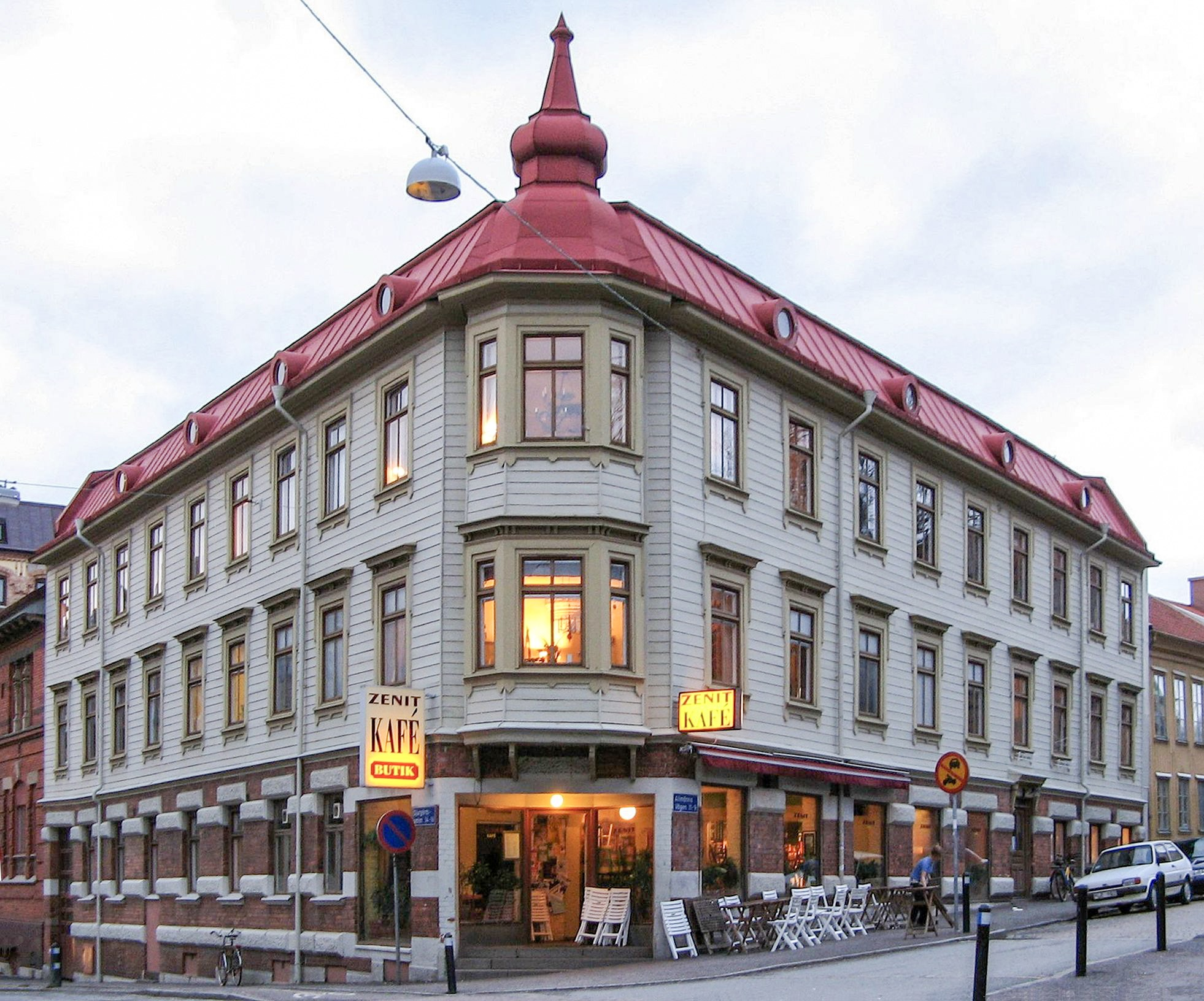
Landshövdingehus - Casa típica de 1894

Majorna( PRONÚNCIA) é um bairro tradicional da cidade sueca de Gotemburgo, na Suécia. Está situado no lado ocidental da referida cidade, entre o rio Göta e o parque de Slottsskogen.
Foi fundada no século XVII, quando aí foram construídos estaleiros, manufaturas e cais de embarque e desembarque para servir a recém-criada cidade de Gotemburgo. Um bairro com casas de madeira surgiu então para dar habitação às famílias dos marinheiros e operários do local. O nome Majorna provém de "maja", que significa "casa pequena", termo usado pelos primeiros habitantes de que há notícia: marinheiros finlandeses e soldados estónios. Inicialmente fazia parte das terras do antigo Palácio Real de Alvsburgo, mas foi integrada em Gotemburgo no ano de 1868.

## Património
- Sjöfartsmuseet (Museu de História Marítima)
- Klippans kulturreservat (Reserva Cultural de Klippan)[5]
- Gamla Ålvsborg (Velha Älvsborg; Ruínas da antiga fortaleza de Gamla Älvsborg)
- Musikens Hus (Casa da Música)[6]
- Café Hängmattan (Café musical)[6]
- Majornas bibliotek (Biblioteca Pública de Majorna)[7]
- Gathenhielmska kulturreservatet (Reserva cultural de Gathenhielm)[8]
- Gathenhielmsa huset (Casa de Gathenhielm)
- Kulturhuset Oceanen (Casa da cultura)[9][10]
- Röda sten (Röda Sten, Pedra vermelha)[11]
- Röda Sten Konsthall (Casa de Arte da Röda Sten)[12]

## Ruas e praças importantes[13]
- Allmänna vägen
- Amiralitetsgatan
- Bangatan
- Chapmans torg
- Djurgårdsgatan
- Jaegersdorffsplatsen
- Karl Johans torg
- Karl Johansgatan
- Kommendörsgatan
- Såggatan
- Stigbergstorget